# Ewa Strusińska

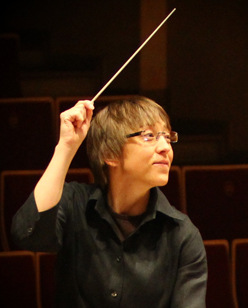
Ewa Strusińska (2013)

Ewa Strusińska (* 19. Juli 1976 in Stalowa Wola) ist eine polnisch-britische Dirigentin. Sie war bis Ende der Spielzeit 2023/24 Generalmusikdirektorin und Chefdirigentin der Neuen Lausitzer Philharmonie am Gerhart-Hauptmann-Theaters Görlitz-Zittau. Davor war sie drei Jahre lang Musikdirektorin und Chefdirigentin der Philharmonie Stettin. 

## Leben
Die gebürtige Polin Ewa Strusińska studierte an der Fryderyk-Chopin-Universität für Musik in Warschau u. a. bei Antoni Wit und arbeitete nach Abschluss ihres Studiums ein Jahr lang als Assistenzdirigentin beim Czestochowa Philharmonic Orchestra.
2007 wurde sie als die 4. Preisträgerin des Gustav-Mahler-Dirigentenwettbewerbs in Bamberg im Ausland bekannt.
2006 erhielt sie eine Stelle als Junior Fellow im Fach Dirigieren am Royal Northern College of Music in Manchester und zog in das Vereinigte Königreich. Im Jahr 2008 wurde sie vom London Symphony Orchestra als einer von drei Teilnehmern eines Meisterkurses von Valery Gergiev ausgewählt. 2010 arbeitete sie mit dem Royal Ballet in Covent Garden zusammen. Von 2008 bis 2010 war Ewa Strusińska Assistenzdirigentin des Hallé-Orchesters in Manchester – die erste Assistenzdirigentin eines britischen Orchesters überhaupt. Sie arbeitete eng mit dem Musikdirektor des Orchesters Mark Elder zusammen und dirigierte das Orchester in vielen Konzerten in England. Gleichzeitig hatte sie die Position des Musikdirektors des Hallé Youth Orchestra inne.
Von 2011 bis 2013 war Ewa Strusińska Assistentin und danach Gastdirigentin an der Nationaloper Warschau und dem Polnischen Nationalballett – im Warschauer Teatr Wielki. Dort hat sie ein umfangreiches Opern- und Ballettrepertoire aufgebaut. Von 2013 bis 2016 war sie Musikdirektorin und Chefdirigentin der Philharmonie Stettin. Für die Spielzeiten 2018/2019 bis 2023/24 war sie Generalmusikdirektorin und Chefdirigentin der Neuen Lausitzer Philharmonie am Gerhart-Hauptmann-Theaters Görlitz-Zittau.
Sie leitet Dirigierklassen am Royal Northern College of Music in Manchester als Junior Tutor.
International hat sie mit einer Reihe von Orchestern zusammengearbeitet, darunter das National Orchestra of Wales, die Bamberger Symphoniker, das Hallé-Orchester, die Magdeburgische Philharmonie, die Staatskapelle Halle, die Brandenburger Symphoniker, die Südwestdeutsche Philharmonie Konstanz, die Norddeutsche Philharmonie Rostock, die Hofer Symphoniker, die Sinfonietta Baden, das Uppsala Chamber Orchestra, das Warschauer Philharmonische Orchester, das National Polish Radio Orchestra, die Sinfonia Varsovia, Philharmonisches Orchester Stettin, Philharmonisches Orchester Łódź, Philharmonisches Orchester Oppeln, Orchester der Beethoven-Akademie, Sinfonia Iuventus, Philharmonisches Orchester Johannesburg, Gävle Symfoniorkester, Norrlands Opera Symphony Orchestra, Slovak Sinfonietta, Sønderjyllands Symfoniorkester und Northern Sinfonia.
Sie wurde von ihrer Heimatstadt mit dem Titel „Botschafterin von Stalowa Wola“ ausgezeichnet.